# Alicia Poto
Alicia Poto (nacida el 28 de marzo de 1978 en Sídney, Australia) es una exjugadora de baloncesto australiana. Fue medalla de plata con Australia en los Juegos Olímpicos de Atenas 2004.